# Diane Etiennette
Diane Etiennette (sinh ngày 23 tháng 4 năm 1988) là một cựu vận động viên bơi lội người Mauritius, chuyên về các sự kiện tự do chạy nước rút. Etiennette bắt đầu bơi từ năm 7 tuổi và ra mắt quốc tế vào năm 2003, tại một giải đấu bơi địa phương ở Mauritius. Ở tuổi mười sáu, Etiennette lần đầu tiên thi đấu tại Thế vận hội Mùa hè 2004 ở Athens, nơi cô đã hoàn thành tổng thể năm mươi tám trong môn tự do 50 m nữ với thời gian 30,00 giây. Trong lần xuất hiện Olympic thứ hai tại Bắc Kinh 2008, Etiennette đã có một kết quả ấn tượng trong môn tự do 50 m nữ, và kết thúc ở lượt bơi thứ năm trong vòng chưa đầy ba mươi giây. Tuy nhiên, cô đã thất bại trong việc vào bán kết, đặt sáu mươi ba trong bảng xếp hạng chung cuộc cho lượt bơi.
Etiennette là một thành viên của The Dolphins of Quatre Bornes, một câu lạc bộ bơi lội địa phương ở Mauritius.